# Deutsche Volleyballnationalmannschaft der Männer
Die deutsche Volleyballnationalmannschaft der Männer ist eine Auswahl der Spieler, die den DVV bei internationalen Turnieren und Länderspielen repräsentiert. Ihre bisher größten Erfolge waren der fünfte Platz bei den Olympischen Spielen 2012, der dritte Rang bei der Weltmeisterschaft 2014 sowie der zweite Platz bei der Europameisterschaft 2017. Während der deutschen Teilung spielte gleichzeitig die Nationalmannschaft der DDR. Nach der Wiedervereinigung setzten einige DDR-Spieler ihre Karriere in der gemeinsamen deutschen Mannschaft fort.

## Aktueller Kader

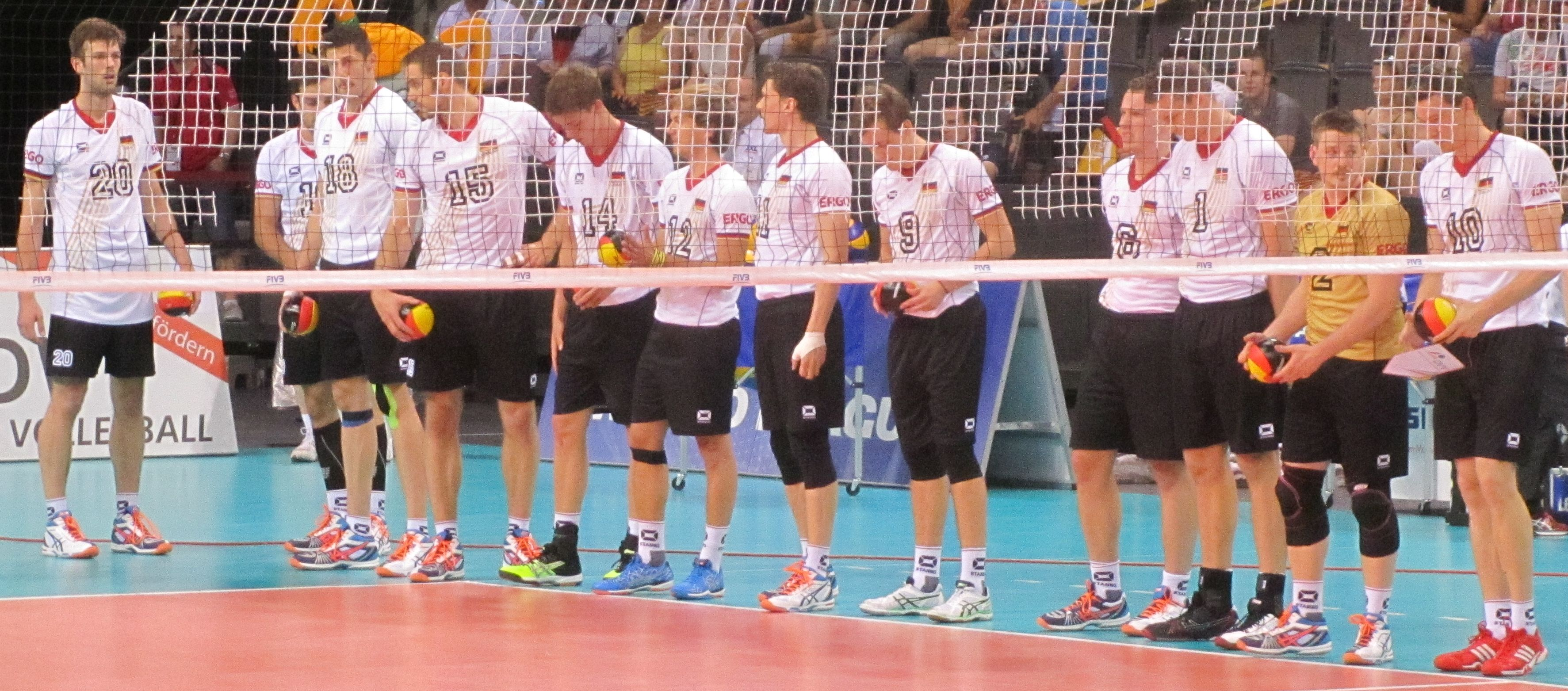
Vor dem Weltliga-Spiel in Stuttgart 2014

Für die Olympischen Spiele 2024 war der folgende Kader nominiert.
| Name                | Größe  | Geburtsdatum  | Position | Verein 2024/25           |
| ------------------- | ------ | ------------- | -------- | ------------------------ |
| Tobias Brand        | 1,95 m | 9. Juli 1998  | AA       | Projekt Warszawa         |
| Anton Brehme        | 2,06 m | 10. Aug. 1999 | MB       | Jastrzębski Węgiel       |
| Christian Fromm     | 2,04 m | 15. Aug. 1990 | AA       | Rapid Bukarest           |
| Georg Grozer junior | 2,00 m | 27. Nov. 1984 | D        | Arkas Spor               |
| Lukas Kampa         | 1,95 m | 29. Nov. 1986 | Z        | Trefl Gdańsk             |
| Moritz Karlitzek    | 1,91 m | 12. Aug. 1996 | AA       | Indykpol AZS Olsztyn     |
| Tobias Krick        | 2,13 m | 22. Okt. 1998 | MB       | Berlin Recycling Volleys |
| Lukas Maase         | 2,12 m | 28. Aug. 1998 | MB       | Chaumont Volley-Ball 52  |
| Moritz Reichert     | 1,95 m | 15. März 1995 | AA       | Berlin Recycling Volleys |
| Ruben Schott        | 1,92 m | 8. Juli 1994  | AA       | Berlin Recycling Volleys |
| Johannes Tille      | 1,84 m | 7. Mai 1997   | Z        | Berlin Recycling Volleys |
| Jan Zimmermann      | 1,91 m | 12. Feb. 1993 | Z        | Prisma Taranto           |
| Julian Zenger       | 1,90 m | 26. Aug. 1997 | L        | Pallavolo Padua          |

Aktueller Bundestrainer ist seit 2022 der Pole Michał Winiarski.

## Geschichte

### Weltmeisterschaften
Bei der ersten Teilnahme 1956 in Frankreich kam die Mannschaft der Bundesrepublik nicht über den 24. und somit letzten Platz hinaus. 1966 in der Tschechoslowakei waren die Westdeutschen auf Platz 20 kaum erfolgreicher. Während die DDR vier Jahre später Weltmeister wurde, qualifizierte sich das DVV-Team bis zur Wiedervereinigung nicht mehr für die Weltmeisterschaft. 1994 qualifizierte sich die Mannschaft des nun vereinigten Deutschlands zum ersten Mal für eine Weltmeisterschaft. In Griechenland reichte es zum neunten Platz. Die folgenden Turniere erlebte Deutschland jedoch wieder nur als Zuschauer. Diese Flaute endete erst 2006, als sich die Mannschaft von Stelian Moculescu für die WM in Japan qualifizierte. Dort starteten die Männer mit vier Siegen in den ersten vier Spielen erfolgreicher als erwartet. Nach einer sieglosen Zwischenrunde erreichten sie schließlich noch den neunten Rang. Eine bessere Platzierung erreichten die deutschen Männer mit Bundestrainer Raúl Lozano bei der WM 2010 in Italien mit dem achten Platz. Im Januar 2014 qualifizierten sie sich für die WM in Polen. Dort gewann sie mit einem Sieg im Spiel um den dritten Platz gegen Frankreich die Bronzemedaille. Es war die erste WM-Medaille für eine deutsche Mannschaft seit 1970. Deutschland verpasste die Qualifikation für die WM 2018. Bei der WM 2022 scheiterte Deutschland im Achtelfinale und wurde auf dem 15. Platz gewertet.

### Europameisterschaften
Drei EM-Turniere fanden bereits in Berlin statt (1983, 1991 und 2003). Als Gruppenzweiter schaffte die DVV-Auswahl in einer Playoff-Runde gegen Tschechien die Qualifikation für die EM 2007 in Russland. Dort scheiterten die Deutschen in der zweiten Gruppenphase. Bei der EM 2009 in der Türkei belegten die deutschen Männer den sechsten Platz, und bei der EM 2011 in Tschechien schied man als Gruppenletzter bereits in der Vorrunde aus. 2013 in Polen und Dänemark belegte Deutschland erneut den sechsten Rang und 2015 in Bulgarien und Italien wurde die deutsche Mannschaft Achter. Bei der EM 2017 in Polen zog sie mit einem 3:2 gegen Serbien ins Endspiel ein und hatte damit die erste Medaille bei einer Europameisterschaft sicher. Das Finale gegen Russland verlor Deutschland dann im Tiebreak. Bei der EM 2019 und der EM 2021 schied die DVV-Auswahl bereits jeweils im Viertelfinale gegen Polen bzw. Italien aus.

### Olympische Spiele
Die Bundesrepublik war 1972 in München als Gastgeber erstmals qualifiziert und belegte am Ende den elften Platz. Nach dem Turnier im eigenen Land musste Deutschland 36 Jahre lang auf die nächste Teilnahme an den Olympischen Spielen warten. Am 25. Mai 2008 qualifizierte sich die Nationalmannschaft mit dem Turniersieg in Düsseldorf für das Turnier in Peking. Dort gelang der DVV-Auswahl lediglich ein Sieg gegen Ägypten, weshalb sie nach der Vorrunde ausschied und Neunter wurde. 2012 schafften es die deutschen Volleyballer erneut, sich nach dem 3:1-Sieg gegen Tschechien für Olympia zu qualifizieren. In London erreichten die deutschen Männer nach zwei Vorrunden-Siegen über Serbien und Tunesien das Viertelfinale, in dem sie gegen Bulgarien mit 0:3 verloren. Bei der Qualifikation für die Olympischen Spiele 2016 unterlagen sie im Finale gegen Polen. Auch in der Qualifikation 2020 mussten sie sich erst im letzten Spiel gegen Frankreich geschlagen geben. Im Herbst 2023 gelang den deutschen Männern die Qualifikation für die Olympischen Spiele in Paris. Dort erreichten sie das Viertelfinale gegen Gastgeber Frankreich, das im Tiebreak verloren ging.

### World Cup
Die Bundesrepublik belegte beim Turnier 1969, das in Berlin stattfand, den zehnten Platz. 1991 war Deutschland zum bislang letzten Mal beim World Cup dabei und erreichte den vierten Platz.

### Nations League
In der Nations League 2018 belegte Deutschland den neunten Rang. 2019 und 2021 beendete sie den Wettbewerb auf dem 14. bzw. 13. Platz der Gesamtwertung.

### Weltliga
Von 1992 bis 1994 sowie 2001 bis 2003 nahm Deutschland jeweils dreimal in Folge an der Weltliga teil. Die deutsche Mannschaft kam jedoch nie über die Vorrunde hinaus. Nach einer Pause von sechs Jahren nahm Deutschland 2010 und 2011 erneut an der Weltliga teil und schied mit einem guten zweiten bzw. dritten Platz erneut jeweils in der Vorrunde aus. 2012 gelang den deutschen Männern erstmals die Qualifikation für die Finalrunde, in der sie den fünften Platz erreichten. 2013 erreichte die Mannschaft den achten Platz. In der Weltliga 2014 schied Deutschland als Gruppendritter nach der Vorrunde aus.

### Europaliga
Bei der Premiere der Europaliga wurde Deutschland 2004 Vierter. Nach zwei fünften Plätzen 2005 und 2006 belegten die DVV-Männer 2007 den sechsten Rang. Im Wettbewerb 2008 erreichte die meistens mit einer B-Auswahl angetretene Mannschaft nach dem Gruppensieg (gegen Österreich, die Türkei und Belarus) das Final Four, bei dem den Deutschen nach Niederlagen gegen die Slowakei und Gastgeber Türkei nur der vierte Platz blieb. 2009 gelang es erstmals, die Europaliga zu gewinnen. Im Finale bezwang die DVV-Auswahl Spanien mit 3:2.

### Europaspiele
Bei den ersten Europaspielen 2015 in Baku gewannen die deutschen Volleyballer nach einem 3:1-Finalsieg gegen Bulgarien die Goldmedaille.

### Trainer der A-Nationalmannschaft
| von  | bis   | Name                  |
| 1956 | 1956  | Eberhard Schulz       |
| 1957 | 1958  | Werner Lohr           |
| 1958 | 1970* | Edgar Blossfeldt      |
| 1959 | 1960  | Jerzey Plawczyk       |
| 1961 | 1964  | Alexander Mühle       |
| 1965 | 1971  | Miroslaw Rovny        |
| 1971 | 1971  | Josef Stolarik        |
| 1971 | 1971  | Akira Kato            |
| 1971 | 1972  | Manfred Kindermann    |
| 1973 | 1974  | Michael Gregori       |
| 1974 | 1975  | Sebastian Mihailescu  |
| 1976 | 1983  | Michael Gregori       |
| 1983 | 1987  | Zbigniew Jasiukiewicz |
| 1987 | 1990  | Stelian Moculescu     |
| 1990 | 1994  | Igor Prieložný        |
| 1995 | 1998  | Olaf Kortmann         |
| 1999 | 2008  | Stelian Moculescu     |
| 2008 | 2011  | Raúl Lozano           |
| 2012 | 2016  | Vital Heynen          |
| 2017 | 2022  | Andrea Giani          |
| 2022 |       | Michał Winiarski      |

* Wechselnde Bundestrainer beim DVV von 1958 bis 1970